# 减字木兰花
减字木兰花，词牌名。亦称《减兰》等。双调四十四字，上下阕各两仄韵，两平韵。

## 異名
《梅苑》李子正詞，名《減蘭》；徐介軒詞，名《木蘭香》；《高麗史·樂志》，名《天下樂令》。

## 词牌格式
雙調四十四字，前後段各四句，兩仄韻、兩平韻。换韵方式“甲乙丙丁”。
註：
平表示平聲，
仄表示仄聲，
仄表示本仄可平，
平表示本平可仄，粗體表示韻腳。

平平仄仄，平仄平平平仄仄。平仄平平，仄仄平平仄仄平。

平平仄仄，平仄平平平仄仄。平仄平平，仄仄平平仄仄平。

例词：
- 歐陽修

歌檀斂袂，繚繞雕樑塵暗起。柔潤清圓，百琲明珠一線穿。
櫻唇玉齒，天上仙音心下事。留住行雲，滿座迷魂酒半醺。
- 周邦彥

風鬟霧鬢。便覺蓬萊三島近。水秀山明。縹緲仙姿畫不成。
廣寒丹桂。豈是夭桃塵俗世。只恐乘風。飛上瓊樓玉宇中。
- 蘇軾

神閑意定。萬籟收聲天地靜。玉指冰弦。未動宮商意已傳。
悲風流水。寫處寥寥千古意。歸去無眠。一夜餘音在耳邊。
- 李清照

賣花擔上，買得一枝春欲放。淚染輕勻，猶帶彤霞曉露痕。
怕郎猜道，奴面不如花面好。云鬢斜簪，徒要教郎比并看。
- 秦观

天涯旧恨，独自凄凉人不问，欲见回肠，断尽金炉小篆香。
黛蛾长敛，任是东风吹不展。困倚危楼，过尽飞鸿字字愁。